# Allactaga sibirica
Allactaga sibirica је врста глодара из породице скочимиш (Dipodidae).

## Распрострањење
Ареал врсте покрива средњи број држава. Врста је присутна у следећим државама: Монголија, Русија, Кина, Казахстан, Киргистан, Узбекистан и Туркменистан.

## Станиште
Станишта врсте су степе, полупустиње и пустиње. 

## Начин живота
Број младунаца које женка доноси на свет је обично 2-5. Врста Allactaga sibirica прави подземне јазбине. Исхрана укључује биљке и инсекте. 

## Угроженост
Ова врста је наведена као последња брига, јер има широко распрострањење и честа је врста.